# ORP Czajka (1918)
Pour les autres navires du même nom, voir ORP Czajka.
L'ORP Czajka était un dragueur de mines de la marine polonaise dans l’entre-deux-guerres. Ancien FM 28 de la classe FM allemande, il fut le premier des trois navires de ce nom ayant servi dans la marine polonaise.

## Historique
Le Czajka appartenait à une série de quatre dragueurs de mines de classe FM portant les numéros 2, 27, 28 et 31, qui ont été achetés le 24 septembre 1920 par la Pologne à la société finlandaise Hoffströms, après leur démobilisation de la marine de guerre allemande. Le prix était de 1,8 million de marks allemands (environ 34 000 dollars américains) par navire. 
Dans les publications, il y a des divergences quant à l’attribution de noms spécifiques, cependant, selon la littérature la plus récente, des documents indiquent que le Czajka était l’ancien dragueur de mines FM 28, construit dans le chantier naval Caesar Wollheim-Werft de Wrocław. Des publications allemandes et certaines publications polonaises ont rapporté qu’il s’agissait du dragueur de mines FM 2, construit au chantier naval G. Seebeck à Geestemünde, ou du FM 27, également construit au chantier naval Caesar Wollheim. Les FM 27 et FM 28 ont été lancés en 1918, mais ne sont entrés en service dans la Kaiserliche Marine qu’à la fin de la guerre. 
Après des réparations au Danemark, les dragueurs de mines arrivent à Gdańsk en février 1921. Après l’achat, le FM 28 reçut le nom provisoire de Finlandia III, puis de Dragueur n° 3, puis par ordre annoncé le 7 avril 1921, il prit son nom définitif de Czajka, introduisant dans la marine polonaise la tradition de nommer les dragueurs de mines à partir d’oiseaux. Le 24 juin 1921, une commission militaire prend le contrôle du navire. Il entra en service polonais le 1er mars 1921 et son premier commandant fut le porucznik marynarki (enseigne de vaisseau de 1re classe) Bronisław Leśniewski. Pendant 10 ans de service, le navire a été utilisé pour le dragage de mines dans la baie de Gdańsk, ainsi que pour la formation de spécialistes maritimes. De 1929 à 1931, le commandant de l’ORP Czajka était le lieutenant Konrad Namieśniowski. À la suite de son usure, le navire a été désarmé le 12 octobre 1931. 
En 1932, il a été vendu pour 2400 PLN à la société de Maksymiliana Kureckiego à Gdynia et reconstruit, pour un coût d’environ 4000 PLN, en cargo et navire à passagers. La superstructure arrière a été démantelée. Des cales ont été disposées dans les parties de proue et de poupe. Des mâts avec des grues de chargement et un attelage ont été installés. Le navire avait une capacité de 179 tonneaux de jauge brute et une capacité de port en lourd d’environ 160 tonnes. Il était utilisé pour transporter des marchandises sur les routes Tczew-Gdynia et Gdańsk-Gdynia et remorquer des barges. Pendant la saison estivale, il transportait des touristes autour de la baie de Gdańsk, embarquant 180 à 200 personnes à la fois. Après la mort de l’armateur en 1934, le navire a été vendu à Gdańsk l’année suivante. Le navire a été utilisé par ses nouveaux propriétaires à des fins illégales, telles que la contrebande d’alcool en Finlande. En 1938, les autorités polonaises arrêtèrent le navire, qui fut mis de côté à Gdynia jusqu’au déclenchement de la guerre. En septembre 1939, il est coulé à Gdynia pour bloquer l’entrée du bassin des voiliers. Après avoir été renfloué par les Allemands, il a été découpé pour la ferraille.